# Palmira San Juan Barbero
Palmira San Juan Barbero (Moral de Sayago, 19 gener 1919 - Segòvia, 2002) coneguda també com Palmira"Amor"San Juan, va ser una activista política espanyola, víctima de la repressió franquista.
Nascuda a Moral de Sayago (Província de Zamora) era filla de Justo San Juan i Vicenta Barbero Pascual i tenia un germà més gran anomenat José Manuel. El pare, home progressista i amant de la cultura, li va posar el nom de Palmira en honor a l'antiga ciutat fundada el segle X aC. a l'actual regió de Síria.
A l'inici de la dècada de 1920, la família va emigrar a l'Argentina i es va establir a Bahia Blanca, en un assentament que seria el futur barri Villa Mitre, on els carrers encara no tenien nom i les escoles només un número.Palmira San Juan va ser escolaritzada a la número 12.
Durant la seva infància, va acompanyar sovint el seu pare als casals culturals anarquistes i al Casal Català de Bahia Blanca, on es va aficionar a la poesia i al teatre. Als deu anys va interpretar, amb gran èxit, el personatge anomenat Amor en una obra de caràcter antimilitarista i arran d'això, sempre més va ser coneguda amb aquest apel·latiu. La família es va significar políticament col·laborant amb els grups que ajudaven els refugiats italians que arribaven a l'Argentina fugint del feixisme. Aquest fet, després del cop d'estat del General José Fèlix Uriburu el 1934, va ser la causa de la seva expulsió i deportació a Espanya. Van tornar al poble de Moral de Sayago, on, el 1936, amb el triomf del Front Popular, el seu oncle Angel Barbero Pascual va ser nomenat vicepresident de la junta rectora de l'Ajuntament que presidia Guillermo Isidro Carrasco.
Des dels primers dies del cop d'estat del 18 de Juliol, la família San Juan Barbero va ser objectiu de la repressió feixista. Ella i la seva mare van ser detingudes per forçar l'entrega del pare i el germà José Manuel, que juntament amb Guillermo Isidro Carrasco i Ángel Barbero estaven desapareguts. Quan van ser localitzats, van ser afusellats, respectivament, el 14 de setembre i el 19 de desembre de 1936.
Després d'obtenir la llibertat, Palmira Sanjuan va tornar a ser detinguda el 1942, acusada d'espionatge i propaganda il·legal, per escoltar clandestinament les emissions de la BBC i mecanografiar i divulgar els partes de guerra. Va ser condemnada a quinze anys de presó. Va estar reclosa a l'Antiga presó de Segòvia durant vuit anys, durant els quals, gràcies al lloc que ocupava a la recepció de paqueteria, va poder esquivar, en part, la vigilància penitenciària i introduir paquets, cartes, llibres i altres efectes personals per a les internes. El 1949 va protagonitzar, juntament amb Tomasa Cuevas, Maria Salvo, Manolita del Arco, Soledad Real, Juana Doña i d'altres, una vaga de fam per reivindicar llur dignitat i drets com a persones.
El fotògraf Juan Misis, detingut a la secció d'homes de la Presó de Segovia, va fixar-se en Palmira en veure-la de lluny i van iniciar una correspondència entre reixes. Misis va poder sortir abans i el 1950, quan San Juan va obtenir la llibertat, van contraure matrimoni. Van tenir dos fills José Manuel i Alicia i quatre néts. Palmira San Juan va morir el 2002.

## Reconeixements
Luis Misis Herrero, net de Palmira San Juan i de Juan Misis, va enregistrar-la durant dos anys, va viatjar a l'Argentina, va residir durant un temps a Bahía Blanca i va visitar als llocs de la infància de Palmira San Juan i va parlar amb algunes persones que encara la recordaven. Va poder així reconstruir la història de la seva àvia i plasmar-la en el documental Amor San Juan, que va projectar-se a Bahía Blanca el desembre de 2006 i que va ser després presentat i premiat en diversos festivals.
El 2019 l'Ajuntament de Segòvia va voler retre homenatge a les preses polítiques i represaliades del franquisme i va col·locar una placa, amb el nom de Palmira San Juan, en el passatge que uneix els dos pavellons de l'Antiga presó de Segòvia, actualment reconvertida en centre d'art i creació, amb el nom de La Cárcel Centro de Creación.